# لاتكس (غذاء)

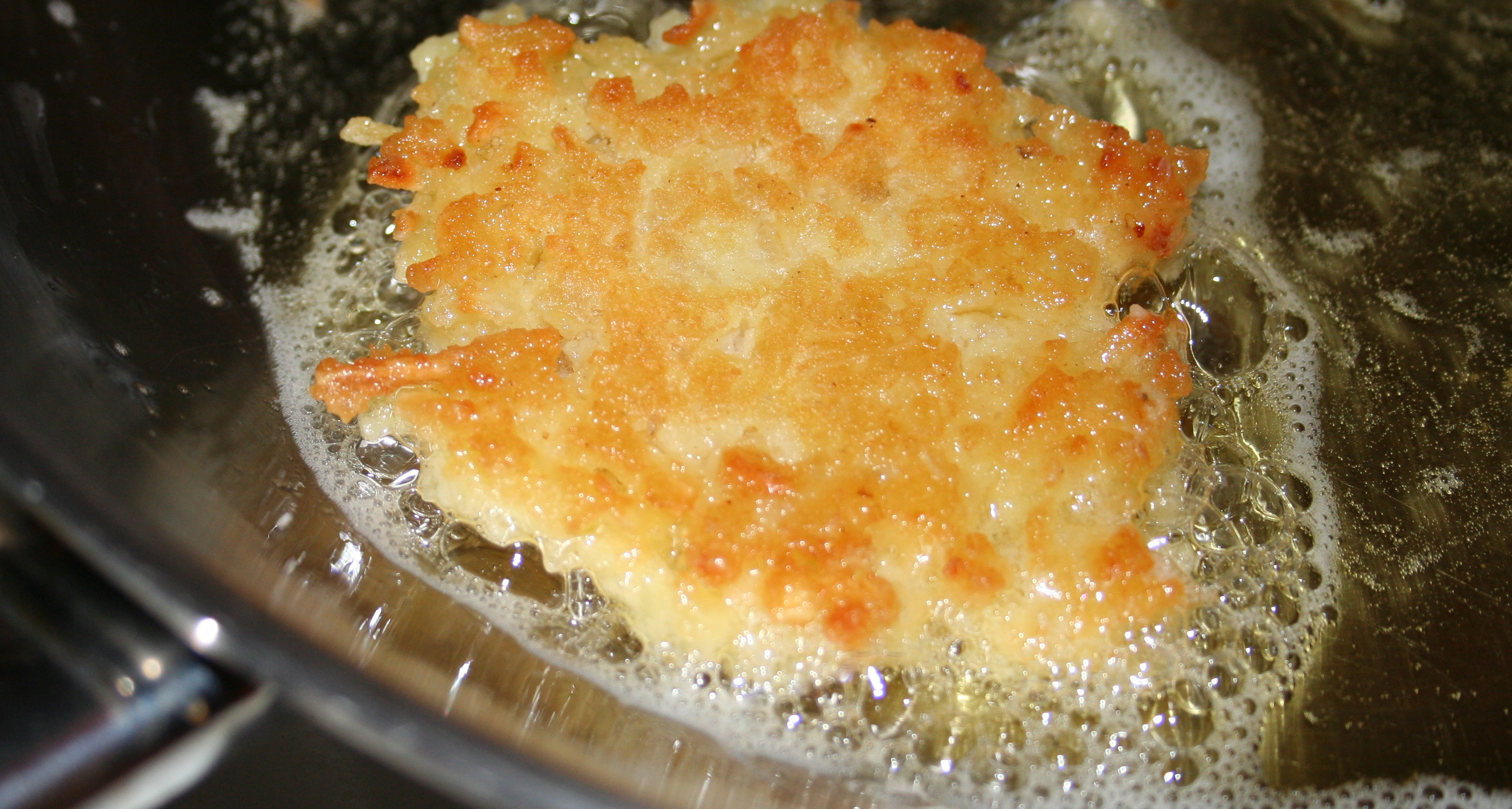
لاتكس مع بطاطس.

لاتكس (باليديشية: לאַטקעס) هو كعك مقلي بشكل أقراص رقيقة، يحتوي عموما على بطاطس وبيض، ولكن يمكن صنعها من الكوسى. هذا الأكل مصدره في شرق أوروبا ويؤكل في بولندا وبلدان أخرى في هذه المنطقة ولكنه انتشر في أنحاء العالم خاصة على يد اليهود الأشكناز الذين هاجروا من شرق أوروبا في القرنين ال-19 وال-20. تعتبر هذه الأكلة لدى اليهود من المأكولات الخاصة بعيد حانوكا (عيد الأنوار اليهودي). سبب ربط هذا الأكلة بالعيد غير معروف وكذلك لا يعتبر أكل احتفالي لدى سكان شرقي أوروبا من غير اليهود. هناك من يشرح أكل لاتكس في حانوكا بحكاية من التراث اليهودي المتعلق بالعيد والتي تتناول معجزة حدثت في هيكل سليمان حيث وجد الحشمونيون ما يكفي من الزيت الصافي لإشعال شمعدان الهيكل، فلذلك تفضل خلال العيد المأكولات المقلية بالزيت.